# 제시 C. 보이드
제시 C. 보이드(Jesse C. Boyd)는 미국의 영화배우, 텔레비전 배우이다.

## 영화
- 초이스 (2016년) - 맷 역
- 프론트맨 (2011년) - 맷 앤더슨 역